# Evelyn Farrell
Evelyn Diana Farrell (ur. 10 kwietnia 1960) – arubańska lekkoatletka, sprinterka, uczestniczka igrzysk w 1984 i 1988 roku. W 1984 reprezentowała Antyle Holenderskie, a w 1988 Arubę.  Pierwsza kobieta z Aruby, która wystartowała na igrzyskach w biegu na 100 metrów. Przewodnicząca Arubaanse Atletiek Bond (stan na kwiecień 2014).

## Wyniki olimpijskie

### Los Angeles 1984
- 100 m - 11,94 (odpadła w pierwszej rundzie, zajmując 6. miejsce w swoim biegu)[4]

### Seul 1988
- 100 m - 12,48 (odpadła w pierwszej rundzie, zajmując 8. miejsce w swoim biegu)[5]
- 200 m - 25,74 (odpadła w pierwszej rundzie, zajmując 8. miejsce w swoim biegu)[6]

## Rekordy życiowe
- 100 m - 11,73[1] (rekord Aruby nieuznawany przez IAAF; oficjalny wynosi 12,22 i należy do Luz Geerman)
- 200 m - 24,7[1]

Oba rekordy zostały ustanowione w 1983 roku.